# Emile Ardolino
Emile Ardolino (* 9. Mai 1943 in Queens, New York City; † 20. November 1993 in Bel Air, Los Angeles) war ein US-amerikanischer Filmregisseur, Filmproduzent und Theaterschauspieler.

## Leben und Werk
Emile Ardolino, Sohn der italienischen Einwanderer Emilio und Ester Ardolino, wurde in einem Vorort von Queens geboren. Sein Vater, zur Zeit der Geburt Emiles bereits 54 Jahre alt, starb 1949.
Ardolino begann seine Laufbahn als Schauspieler am Broadway, doch wechselte er bald darauf hinter die Kamera. Zu seinen bevorzugten Frühwerken zählten Dokumentationen, die sich mit der Geschichte und der Entwicklung des Tanzens auseinandersetzen. So drehte er unter anderem 1983 den Dokumentarfilm He Makes Me Feel Like Dancin’ mit Jacques d’Amboise als Hauptdarsteller. Für diesen Film, der einen Lehrer beim Tanzunterricht mit New Yorker Kindern zeigt, wurde Ardolino 1984 mit dem Oscar in der Kategorie Bester Dokumentarfilm ausgezeichnet.
Auch inszenierte er Bühnenstücke wie etwa Jesus Christ Superstar oder die Revue Oh! Calcutta!. Für letztere gewann er einen Obie Award.
Ende der 1980er Jahre wechselte Ardolino zum Spielfilm. Sein wohl bekanntester Film sollte der 1987 produzierte Kassenschlager Dirty Dancing werden. Einen weiteren Höhepunkt seiner kurzen Karriere bildete die Filmkomödie Sister Act, 1992 produziert.
Emile Ardolino, der offen seine Homosexualität lebte, infizierte sich mit dem HI-Virus, und starb im Alter von 50 Jahren an Aids. Er liegt neben seinen Eltern – seine Mutter starb bereits 1975 – in New York begraben.

## Filmografie (Auswahl)
- 1982: Alice at the Palace (Fernsehfilm)
- 1983: He Makes Me Feel Like Dancin’ (Dokumentarfilm)
- 1987: Dirty Dancing
- 1989: Ein himmlischer Liebhaber (Chances Are)
- 1990: Drei Männer und eine kleine Lady (3 Men and a Little Lady)
- 1992: Sister Act – Eine himmlische Karriere (Sister Act)
- 1993: George Balanchines „Der Nußknacker“ (George Balanchine’s The Nutcracker)
- 1993: Bette Midler’s Gypsy (Gypsy, Fernsehfilm)

## Auszeichnungen
- 1983: Oscar, Bester Dokumentarfilm für: He Makes Me Feel Like Dancin’ (He Makes Me Feel Like Dancin’)
- 17 Emmy-Nominierungen, dreimal ausgezeichnet
- 3 DGA Award, zweimal ausgezeichnet